# UFC Apex
UFC Apex es un centro de producción y eventos en vivo en Enterprise, Nevada, operado y propiedad de Ultimate Fighting Championship (UFC). La elección de las instalaciones se debe en parte a su proximidad con el UFC Performance Institute, que sirve de sede a la empresa y está situado al otro lado de la calle. El Apex se construyó para albergar eventos en directo y espectáculos en estudio.

## Historia
La instalación se inauguró oficialmente el 18 de junio de 2019. A raíz de la pandemia de COVID-19, varios eventos de UFC (incluido UFC 250) se celebraron en el Apex a puerta cerrada. El octágono del Apex destaca por ser más pequeño que el utilizado en todos los demás eventos de la UFC, con una anchura de 25 pies en lugar de los 30 habituales. Para contextualizar, el octágono de todos los demás eventos tiene una superficie un 44% mayor que el octágono del Apex. Los primeros datos sobre los combates en el Apex y las especulaciones de los aficionados sugieren que el menor tamaño del octágono ha dado lugar a combates más intensos y rápidos, así como a más finales.

## Eventos

### Eventos programados
| Evento                             | Fecha                | Ref. |
| ---------------------------------- | -------------------- | ---- |
| UFC Fight Night: Santos vs. Walker | 2 de octubre de 2021 |      |

### Eventos pasados
| Evento                                  | Fecha                    | Ref.          |
| --------------------------------------- | ------------------------ | ------------- |
| UFC Fight Night: Smith vs. Spann        | 18 de septiembre de 2021 | [ 9 ]         |
| UFC Fight Night: Brunson vs. Till       | 4 de septiembre de 2021  | [ 10 ]        |
| UFC on ESPN: Barboza vs. Chikadze       | 28 de agosto de 2021     | [ 11 ]        |
| UFC on ESPN: Cannonier vs. Gastelum     | 21 de agosto de 2021     | [ 12 ]        |
| UFC on ESPN: Hall vs. Strickland        | 31 de julio de 2021      | [ 13 ]        |
| UFC on ESPN: Sandhagen vs. Dillashaw    | 24 de julio de 2021      | [ 14 ]        |
| UFC on ESPN: Makhachev vs. Moisés       | 17 de julio de 2021      | [ 15 ]        |
| UFC Fight Night: Gane vs. Volkov        | 26 de junio de 2021      | [ 16 ]        |
| UFC on ESPN: The Korean Zombie vs. Ige  | 19 de junio de 2021      | [ 17 ] [ 18 ] |
| UFC Fight Night: Rozenstruik vs. Sakai  | 5 de junio de 2021       | [ 19 ] [ 18 ] |
| UFC Fight Night: Font vs. Garbrandt     | 22 de mayo de 2021       | [ 20 ]        |
| UFC on ESPN: Rodriguez vs. Waterson     | 8 de mayo de 2021        | [ 20 ]        |
| UFC on ESPN: Reyes vs. Procházka        | 1 de mayo de 2021        | [ 21 ]        |
| UFC on ESPN: Whittaker vs. Gastelum     | 17 de abril de 2021      | [ 22 ]        |
| UFC on ABC: Vettori vs. Holland         | 10 de abril de 2021      | [ 23 ]        |
| UFC 260: Miocic vs Ngannou 2            | 27 de marzo de 2021      | [ 24 ]        |
| UFC on ESPN: Brunson vs. Holland        | 20 de marzo de 2021      | [ 24 ]        |
| UFC Fight Night: Edwards vs. Muhammad   | 13 de marzo de 2021      | [ 24 ]        |
| UFC 259: Błachowicz vs. Adesanya        | 6 de marzo de 2021       | [ 25 ]        |
| UFC Fight Night: Rozenstruik vs. Gane   | 27 de febrero de 2021    | [ 26 ]        |
| UFC Fight Night: Blaydes vs. Lewis      | 20 de febrero de 2021    | [ 27 ]        |
| UFC 258: Usman vs. Burns                | 13 de febrero de 2021    | [ 28 ]        |
| UFC Fight Night: Overeem vs. Volkov     | 6 de febrero de 2021     | [ 29 ]        |
| UFC Fight Night: Thompson vs. Neal      | 19 de diciembre de 2020  | [ 30 ]        |
| UFC 256: Figueiredo vs. Moreno          | 12 de diciembre de 2020  | [ 31 ]        |
| UFC on ESPN: Hermansson vs. Vettori     | 5 de diciembre de 2020   | [ 32 ]        |
| UFC on ESPN: Smith vs. Clark            | 28 de noviembre de 2020  | [ 33 ]        |
| UFC 255: Figueiredo vs. Perez           | 21 de noviembre de 2020  | [ 34 ]        |
| UFC Fight Night: Felder vs. dos Anjos   | 14 de noviembre de 2020  | [ 35 ]        |
| UFC on ESPN: Santos vs. Teixeira        | 7 de noviembre de 2020   | [ 36 ]        |
| UFC Fight Night: Hall vs. Silva         | 31 de octubre de 2020    | [ 37 ]        |
| UFC Fight Night: Covington vs. Woodley  | 19 de septiembre de 2020 | [ 38 ]        |
| UFC Fight Night: Waterson vs. Hill      | 12 de septiembre de 2020 | [ 39 ]        |
| UFC Fight Night: Overeem vs. Sakai      | 5 de septiembre de 2020  | [ 40 ]        |
| UFC Fight Night: Smith vs. Rakić        | 29 de agosto de 2020     | [ 41 ]        |
| UFC on ESPN: Munhoz vs. Edgar           | 22 de agosto de 2020     | [ 42 ]        |
| UFC 252: Miocic vs. Cormier 3           | 15 de agosto de 2020     | [ 43 ]        |
| UFC Fight Night: Lewis vs. Oleinik      | 8 de agosto de 2020      | [ 44 ]        |
| UFC Fight Night: Brunson vs. Shahbazyan | 1 de agosto de 2020      | [ 45 ]        |
| UFC on ESPN: Poirier vs. Hooker         | 27 de junio de 2020      | [ 46 ]        |
| UFC on ESPN: Blaydes vs. Volkov         | 20 de junio de 2020      | [ 47 ]        |
| UFC on ESPN: Eye vs. Calvillo           | 13 de junio de 2020      | [ 48 ]        |
| UFC 250: Nunes vs. Spencer              | 6 de junio de 2020       | [ 49 ]        |
| UFC on ESPN: Woodley vs. Burns          | 30 de mayo de 2020       | [ 50 ]        |